# Книжкова балка

Книжкова балка, жовтень 2019 року

Концерн «Ра́йський уголо́к» (історична назва Книжкова балка або Балка) — книжковий ринок у місті Харкові заснований у 1999 році. У теперішній час (кінець 2010-х) розташований на Клочківській вулиці і включає в себе книжковий ринок, крамниці канцелярських товарів, ресторан та торговельні площі загального призначення. Також концерном «Райський уголок» організовується фестиваль «Світ книги».

## Історія

### Походження назви
Історично харківський книжковий ринок називався і називається «книжкова балка». І Бурсацький узвіз, і Каскад (побудований у 1954-56 роках до 300-річчя Харкова), де раніше розташовувався ринок, раніше можна було назвати балками (ярами з пологими схилами); до їхньої забудови це були просто яри, що спускалися з Нагірного району до річки Лопань.

### Передісторія
Книжкова балка починає свою історію в 1919 році. Її розташування постійно змінювалося. Спочатку це був Благовіщенський сквер біля Благовіщенського собору, у 1920-х — Бурсацький узвіз, у 1950-х — Благбаз (між автостанцією і набережною), а в 1970-х — 1990-х — набережна навколо Лопанського мосту (з усіх чотирьох його боків) та Каскад (верхній бік у вихідні, нижній — у будні).
Вибір Лопанського мосту пояснювався тим, що «балку» періодично «ганяла» міліція, тому що продаж книжок з рук (не через букіністичні крамниці) в СРСР офіційно було заборонено, а міст розташований точно на стику чотирьох адміністративних районів Харкова: північно-східна частина мосту — Дзержинського, південно-східна частина — Червонозаводського, північно-західна частина — Ленінського, південно-західна частина — Жовтневого. «Балці» достатньо було перейти через вулицю або Великий Лопанський міст, щоб опинитися на території та в юрисдикції іншого райвідділу міліції.
З 1999 року книжковий ринок у Харкові набув сучасних обрисів.

### «Райський уголок»
1999 року було засновано концерн «Райський уголок», очолюваний Володимиром Полозковим, який взявся за управління книжковою балкою. Концерн веде свою історію з 1982 року, з будівельного управління, яке здійснювало ремонтно-будівельні роботи на підприємствах хімічної промисловості Харкова. Колектив очолював Володимир Дмитрович Полозков. Зі зміною економічної ситуації Полозков створив нове підприємство, роздрібну торговельну мережу, автопарковку під охороною, 1995 року побудував нову офісну будівлю та відкрив ресторан, а з 1998 року приступив до освоєння книжкової балки.
У 1999 році пройшов перший міжнародний фестиваль «Світ книги», який, як постійно діючий, було внесено до програми соціально-економічного розвитку Харкова і підтримано Радою з виставкової діяльності України.
У 2004 році розпочато будівництво торговельно-сервісного комплексу «Столиця», що передбачає розміщення в новій сучасній будівлі в центрі міста комфортабельних книжкових магазинів, точок продажу мультимедійної та канцелярської продукції, інтернет-кафе, дитячих розважальних майданчиків, мережі швидкого харчування, відділень ощадбанку та аптек, зон відпочинку і розваг та виставкових площ. Водночас потенціал книжкового ринку повністю було збережено та розміщено на вільних площах, збережено всі робочі місця та режим функціонування ринку.

## Згадки в культурі
У фільмі Ад'ютант Його Високоповажності (1919) авторства Ігоря Болгарина та Георгія Сіверського минає наступна фраза:
«У Харкові базар знаходився неподалік від великої церкви святого Благовіщення. Навколо церковної огорожі, як і біля Китайгородської стіни в Москві, букіністи торгували книжками» (1919 року)
У повісті «Королева чорного ринку» криміналістів М. Загороднього і В. Колмакова дається такий опис книжкового ринку 1957 року:
Підійшовши до центрального ринку, вона відшукала дерев'яну будівлю, що вигиналася півкільцем, за якою опинився круглий, як п'ятак, вщерть забитий натовпом майданчик. Наче буйок на хвилі, натовп безшумно розгойдувався з боку в бік і, здавалося, з місця не рухався ні на крок… Тут уже був світ книжників. Праворуч і ліворуч, спереду й позаду її оточували перемазані чорнилом шкільні підручники, технічні довідники, атласи, журнали, збірки оповідань, повісті й романи. Ніхто ними не цікавився. Покупці, що юрмилися, щось таємниче вишукували, кидаючи в різні боки гострі погляди… Навкруги пошепки запитували: — Що за книжка? Покажіть? — «Лукреція Флоріана»? Жорж Занд? Звідки ж? У магазини не надходили. Вісімдесят п'ять рублів? Ну, і пройдисвіти ж! А ось праворуч утворилося тісне коло… старенький вузькоплечий чоловічок став витягати з-під поли в темній палітурці «Останню справу Коршуна» і передавав із рук у руки. І знову пошепки: — Скільки? — Півсотні. — А номінал? — Дрібниці — П'ять шістдесят…